# Marvak
Marvak Doury (ou Marvak Douri) est une localité du Cameroun située dans l'arrondissement de Bogo, le département du Diamaré et la région de l’Extrême-Nord. Il fait partie du lawanat de Guinelaye.

## Population
En 1975, la localité comptait 45 habitants, des Mousgoum.
Lors du recensement de 2005, on y a dénombré 302 personnes, dont 92 hommes et 132 femmes.